# Casa Carducci

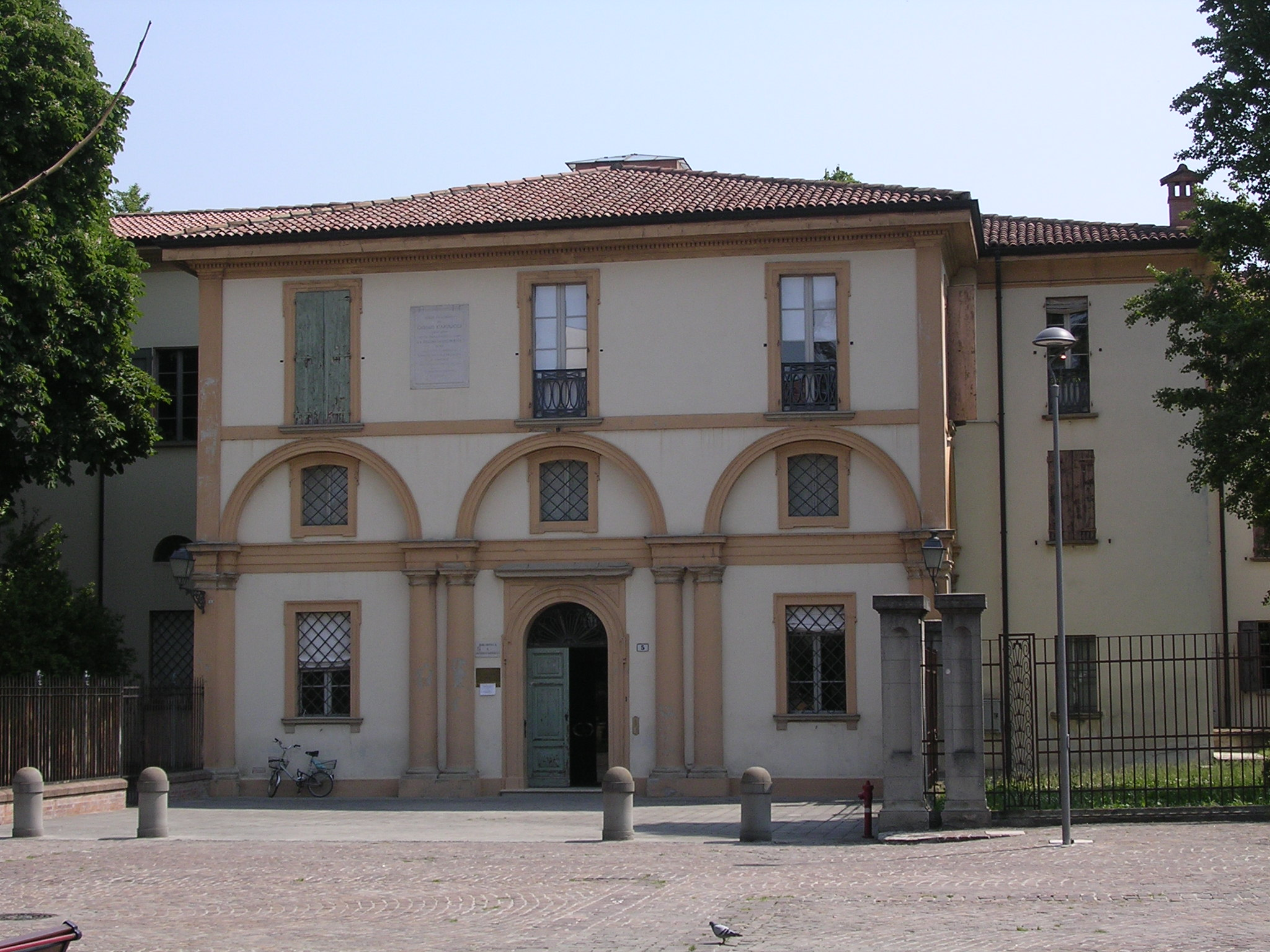
Casa Carducci

Die Casa Carducci ist ein Landhaus in Bologna in der italienischen Region Emilia-Romagna. Ihren Namen erhielt sie, weil sie die Wohnstatt des Dichters Giosuè Carducci war und heute Sitz eines Kulturinstituts ist, das ihm gewidmet ist. Es besteht aus der historischen Villa mit Garten und dem 1928 eingeweihten Denkmal des Dichters und Bildhauers Leonardo Bistolfi, einer Bibliothek mit Archiv, dem Museum, einer Sammlung von Objekten und Dokumenten Carduccis, einem Informationszentrum über das Werk des Dichters und einem Zentrum für literarische Studien des 19. und 20. Jahrhunderts. Das Institut ist Teil der „Biblioteca dell’Archiginnasio“.

## Geschichte des Gebäudes
Das Gebäude liegt zwischen der Viale Carducci, der Piazza Carducci und der Via Dante entlang der Stadtmauer zwischen der Porta Maggiore und der Porta Santo Stefano.
Es wurde im ersten Jahrzehnt des 16. Jahrhunderts als Kirche und, früher noch, Oratorium der Bruderschaft Santa Maria della Pietà errichtet. Am 24. März 1712 zerstörte während Gründonnerstagsmesse ein fürchterlicher Brand diese Kultstätte: Die Ausschmückung und die Gemälde des Hauptaltars der Kirche gingen verloren, ebenso wie die Gemälde des Oratoriums und die Orgel. Gerade noch entkamen das Reliquarium und die Darstellung der Jungfrau in Blei den Flammen. Später wurden Kirche und Oratorium wiederhergestellt. 1725 wurde ein neuer Glockenturm links der Kirche errichtet, die 1742 neu verziert und mit fünf Altären ausgestattet wurde. Am Hauptaltar wurde das gerettete Bildnis der Jungfrau in Blei aufgestellt. Bis ins 18. Jahrhundert blieb dieses Gebäude eine Kultstätte, dann wurde die Bruderschaft in der Folge der Eroberung durch Napoleons Truppen aufgelöst.
Der Gebäudekomplex wurde enteignet und privat verkauft. Ihn erwarben 1801 die Gebrüder Gioacchino und Giuseppe Stoffer Rubini, wohlhabende Kaufleute, die das Gebäude erweitern ließen, bis es seine heutige Form annahm. Giosuè Carducci lebte dort mit seiner Gattin Elvira von 1890 bis zu seinem Tode 1907.

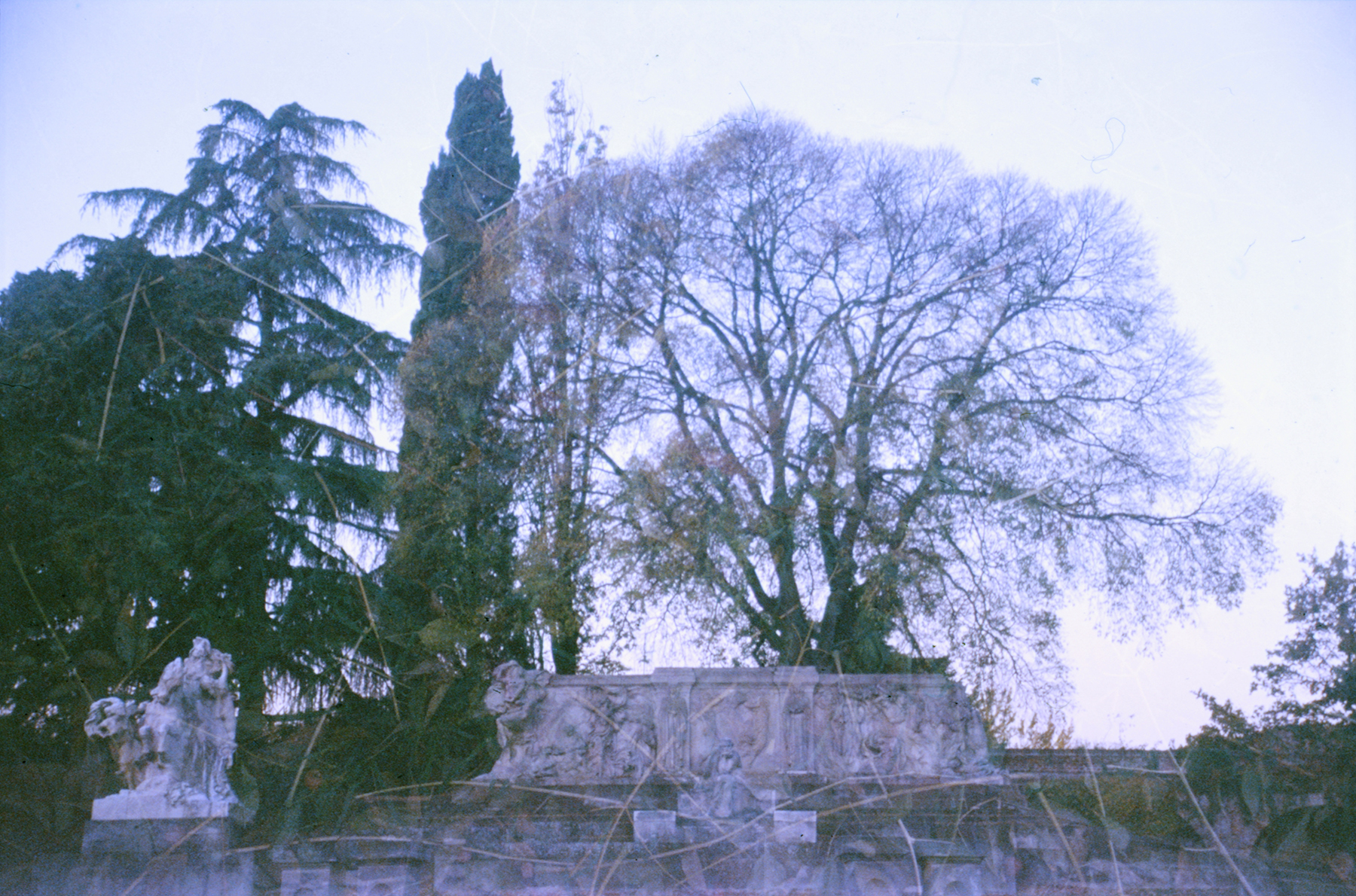
Denkmal Giosuè Carduccis an der „Piazza Carducci“

## Museum
Der Besuch im Museum umfasst das Wohnhaus von Carducci und den Garten zur Erinnerung an ihn.
Die Wendeltreppe im Innenhof führt zur Wohnung des Dichters im Obergeschoss. Im Garten, im Raum von der Piazza, wurde das Denkmal an Giosuè Carducci aufgestellt.
Über den Originalzustand des Hauses, das, soweit möglich, in einfachem Zustand gehalten wurde, gibt es eine Beschreibung der Enkelin Carduccis, Elvira Baldi, der Tochter von Beatrice Bevilacqua, im Erinnerungsbuch Carducci mio nonno von 1977:

“Sopra una gran terrazza profonda quanto la casa, dava la camera della nonna. Una scaletta interna portava dalla stanza di passaggio (dov'era anche il cala-pranzo) a un mezzanino: qui era l'anticucina, la cucina e altre stanze di servizio, un vero sbizzarrimento di scalette di legno, di ‘su e giù’ e di corridoi, fino a finire in cantina. Per me quella casa fu una vera terra di esplorazione. Il Nonno, sono certa, non l'ebbe mai a vedere tutta: ci si sarebbe sperduto. Ma anche al primo piano c'erano gli angoli segreti, e stanzini, e passaggi, e ripostigli.”

„Auf einer großen Terrasse, die so tief wie das Haus war, blickte sie auf das Zimmer der Großmutter. Eine kleine Innentreppe führte vom Durchgangsraum (wo auch das Speisezimmer war) zu einem Zwischengeschoss: Dort befanden sich die Vorküche, die Küche und andere Räume für das Dienstpersonal, ein wahrer Genuss von Holztreppchen, von ‚auf und ab‘ und von Gängen bis zum Keller. Für mich war dieses Haus ein wahres Expeditionsgelände. Der Großvater, da bin ich sicher, hat nie alles davon gesehen: Er hätte sich dort verlaufen. Aber auch im Obergeschoss gab es geheime Ecken, kleine Räume, Gänge und Schränke.“

## Institut
Das Casa Carducci führt folgende Tätigkeiten aus:
- den Schutz und die ordnungsgemäße Erhaltung von literarischen und nicht literarischen Einrichtungen;
- die Katalogisierung des dokumentarischen Erbes nach nationalen Normen und internationalen Vorschriften mit dem Ziel, es im möglichst effektiver und artikulierter Weise zugänglich zu halten;
- die Identifikation von Quellen Carduccis (Bücher, Skripte etc.), ob im Privaten oder in öffentlichen oder privaten Institutionen (Bibliotheken, Archiven etc.);
- den Kauf von Materialien von Carducci oder von Interesse in Zusammenhang mit Carducci (gedruckte Werke, Manuskripte, Autographien, ikonographische Funde und Einrichtungen), in jedem Fall in Einklang mit den bibliographischen Merkmalen der Sammlung und dem spezifischen Profil des Museums;
- den Kauf von Büchereien und Archiven, die mit den Protagonisten des Kulturlebens verbunden sind, die auch in Bologna aktiv waren, ob an der Alma Mater oder anderen Institutionen, mit dem Ziel, die Literaturgeschichte des 19. und 20. Jahrhunderts zu dokumentieren;
- die Verbindung und die Zusammenarbeit mit kulturellen Institutionen (Bibliotheken, Museen etc.), die dem Institut nach Art der präsentierten Materialien im nationalen und internationalen Rahmen ähneln;
- die ständige Verbindung mit der Welt der Schule mit der Absicht, Bildungstreffen mit Schülern und Lehrern innerhalb des Institutes selbst zu fördern;
- die Förderung der Forschungs- und Studienaktivität um die Materialien der Bibliothek und des Archivs von Carducci;
- die Förderung von Veranstaltungen und Vorbereitungsaktivitäten (Studientreffen, Seminare, Zusammenkünfte, Ausstellungsbesprechungen) in Verbindung mit dem dokumentarischen Erbe, das hier erhalten wird (Carducci, die Kultur der Literatur des 19. und 20. Jahrhunderts) und allgemein über das literarische Schreiben im 19. Jahrhundert und in der Gegenwart;
- die Entwicklung eines didaktischen Konzeptes für Schulen jeder Ordnung und Jahrgangsstufe.

Was das bewahrte Erbe angeht, „hat [die Bibliothek des Casa Carducci] heute mehr als 35.000 Bände (davon 880 aus dem 16. Jahrhundert), 3300 Broschüren, Zeitungsausschnitte und Zeitschriften mit Artikeln von und über Carducci, (...), die Korrespondenz des Dichters, bestehend aus 37.796 Briefen an etwa 9000 Adressaten“.